# Vuelta al Algarve 2021
La 47.ª edición de la competición ciclista Vuelta al Algarve fue una carrera de ciclismo en ruta por etapas que se celebró entre el 5 y el 9 de mayo de 2021 en Portugal con inicio en la ciudad de Lagos y final en la ciudad de Loulé en el Alto do Malhão, sobre una distancia total de 754,71 kilómetros.
La carrera formó parte del del UCI ProSeries 2021, calendario ciclístico mundial de segunda división, dentro de la categoría UCI 2.Pro y fue ganada por el portugués João Rodrigues del W52-FC Porto. Completaron el podio, como segundo y tercer clasificado respectivamente, el británico Ethan Hayter del INEOS Grenadiers y el danés Kasper Asgreen del Deceuninck-Quick Step.

## Equipos participantes
Tomaron parte en la carrera 25 equipos: 7 de categoría UCI WorldTeam invitados por la organización, 8 de categoría UCI ProTeam y 3 de categoría Continental. Formaron así un pelotón de 175 ciclistas de los que acabaron 153. Los equipos participantes fueron:
| WorldTeams (7)- AG2R Citroën Team - Bora-Hansgrohe - Deceuninck-Quick Step - Groupama-FDJ - Ineos Grenadiers - Intermarché-Wanty-Gobert Matériaux - UAE Team Emirates ProTeams (8)- Arkéa-Samsic - Bingoal Pauwels Sauces WB - Burgos-BH - Caja Rural-Seguros RGA - Delko - Equipo Kern Pharma - Euskaltel-Euskadi - Rally Cycling Equipos continentales (10)- Antarte-Feirense - Atum General-Tavira-Maria Nova Hotel - Efapel - Hagens Berman Axeon - Kelly-Simoldes-UDO - LA Alumínios-LA Sport - Louletano-Loulé Concelho - Rádio Popular-Boavista - Tavfer-Measindot-Mortágua - W52-FC Porto |
| |

## Recorrido
La Vuelta al Algarve dispuso de cinco etapas dividido en dos etapas llanas, una etapa de media montaña, una contrarreloj individual, y una etapa de alta montaña en la última etapa, para un recorrido total de 754,71 kilómetros.
| Etapa     | Fecha    | Recorrido                  | type                    | Distancia (km) | Desnivel (m) | Ganador        | Líder          |
| --------- | -------- | -------------------------- | ----------------------- | -------------- | ------------ | -------------- | -------------- |
| 1.ª etapa | 5 de may | Lagos – Portimão           | etapa llana             | 189,65         | 1719 m       | Sam Bennett    | Sam Bennett    |
| 2.ª etapa | 6 de may | Sagres – Foia              | etapa de montaña        | 182,1          | 3026 m       | Ethan Hayter   | Ethan Hayter   |
| 3.ª etapa | 7 de may | Faro – Tavira              | etapa llana             | 203,1          | 1804 m       | Sam Bennett    | Ethan Hayter   |
| 4.ª etapa | 8 de may | Lagoa – Lagoa              | contrarreloj individual | 20,2           | 200 m        | Kasper Asgreen | Ethan Hayter   |
| 5.ª etapa | 9 de may | Albufeira – Alto do Malhão | etapa de media montaña  | 169,66         | 2686 m       | Élie Gesbert   | João Rodrigues |

## Desarrollo de la carrera

### 1.ª etapa
| Lagos - Portimão | etapa llana | (189,65 km) |

| \| Clasificación de la etapa \| Clasificación de la etapa \| Clasificación de la etapa \| Clasificación de la etapa \| Clasificación de la etapa \| \| Ciclista \| Ciclista \| Equipo \| Tiempo \| \| \| ------------------------- \| ------------------------- \| ---------------------------------- \| ------------------------- \| ------------------------- \| \| 1.º \| Sam Bennett \| Deceuninck-Quick Step \| 4 h 37 min 41 s \| \| \| 2.º \| Danny van Poppel \| Intermarché-Wanty-Gobert Matériaux \| + 0 s \| \| \| 3.º \| Jon Aberasturi \| Caja Rural-Seguros RGA \| + 0 s \| \| \| 4.º \| Stanisław Aniołkowski \| Bingoal Pauwels Sauces WB \| + 0 s \| \| \| 5.º \| Iúri Leitão \| Tavfer-Measindot-Mortágua \| + 0 s \| \| \| 6.º \| Michael Mørkøv \| Deceuninck-Quick Step \| + 0 s \| \| \| 7.º \| Jarrad Drizners \| Hagens Berman Axeon \| + 0 s \| \| \| 8.º \| Rui Oliveira \| UAE Team Emirates \| + 0 s \| \| \| 9.º \| Ethan Hayter \| Ineos Grenadiers \| + 0 s \| \| \| 10.º \| Mikel Aristi \| Euskaltel-Euskadi \| + 0 s \| \| |                       |                                    |                 |
| |                       |                                    |                 |
| Fuente: ProCyclingStats |                       |                                    |                 |
| Clasificación de la etapa |                       |                                    |                 |
| Ciclista | Ciclista              | Equipo                             | Tiempo          |
| 1.º | Sam Bennett           | Deceuninck-Quick Step              | 4 h 37 min 41 s |
| 2.º | Danny van Poppel      | Intermarché-Wanty-Gobert Matériaux | + 0 s           |
| 3.º | Jon Aberasturi        | Caja Rural-Seguros RGA             | + 0 s           |
| 4.º | Stanisław Aniołkowski | Bingoal Pauwels Sauces WB          | + 0 s           |
| 5.º | Iúri Leitão           | Tavfer-Measindot-Mortágua          | + 0 s           |
| 6.º | Michael Mørkøv        | Deceuninck-Quick Step              | + 0 s           |
| 7.º | Jarrad Drizners       | Hagens Berman Axeon                | + 0 s           |
| 8.º | Rui Oliveira          | UAE Team Emirates                  | + 0 s           |
| 9.º | Ethan Hayter          | Ineos Grenadiers                   | + 0 s           |
| 10.º | Mikel Aristi          | Euskaltel-Euskadi                  | + 0 s           |

| \| Clasificación general \| Clasificación general \| Clasificación general \| Clasificación general \| Clasificación general \| \| Ciclista \| Ciclista \| Equipo \| Tiempo \| \| \| --------------------- \| --------------------- \| ---------------------------------- \| --------------------- \| --------------------- \| \| 1.º \| Sam Bennett \| Deceuninck-Quick Step \| 4 h 37 min 41 s \| \| \| 2.º \| Danny van Poppel \| Intermarché-Wanty-Gobert Matériaux \| + 0 s \| \| \| 3.º \| Jon Aberasturi \| Caja Rural-Seguros RGA \| + 0 s \| \| \| 4.º \| Stanisław Aniołkowski \| Bingoal Pauwels Sauces WB \| + 0 s \| \| \| 5.º \| Iúri Leitão \| Tavfer-Measindot-Mortágua \| + 0 s \| \| \| 6.º \| Michael Mørkøv \| Deceuninck-Quick Step \| + 0 s \| \| \| 7.º \| Jarrad Drizners \| Hagens Berman Axeon \| + 0 s \| \| \| 8.º \| Rui Oliveira \| UAE Team Emirates \| + 0 s \| \| \| 9.º \| Ethan Hayter \| Ineos Grenadiers \| + 0 s \| \| \| 10.º \| Mikel Aristi \| Euskaltel-Euskadi \| + 0 s \| \| |                       |                                    |                 |
| |                       |                                    |                 |
| Fuente: ProCyclingStats |                       |                                    |                 |
| Clasificación general |                       |                                    |                 |
| Ciclista | Ciclista              | Equipo                             | Tiempo          |
| 1.º | Sam Bennett           | Deceuninck-Quick Step              | 4 h 37 min 41 s |
| 2.º | Danny van Poppel      | Intermarché-Wanty-Gobert Matériaux | + 0 s           |
| 3.º | Jon Aberasturi        | Caja Rural-Seguros RGA             | + 0 s           |
| 4.º | Stanisław Aniołkowski | Bingoal Pauwels Sauces WB          | + 0 s           |
| 5.º | Iúri Leitão           | Tavfer-Measindot-Mortágua          | + 0 s           |
| 6.º | Michael Mørkøv        | Deceuninck-Quick Step              | + 0 s           |
| 7.º | Jarrad Drizners       | Hagens Berman Axeon                | + 0 s           |
| 8.º | Rui Oliveira          | UAE Team Emirates                  | + 0 s           |
| 9.º | Ethan Hayter          | Ineos Grenadiers                   | + 0 s           |
| 10.º | Mikel Aristi          | Euskaltel-Euskadi                  | + 0 s           |

### 2.ª etapa
| Sagres - Foia | etapa de montaña | (182,1 km) |

| \| Clasificación de la etapa \| Clasificación de la etapa \| Clasificación de la etapa \| Clasificación de la etapa \| Clasificación de la etapa \| \| Ciclista \| Ciclista \| Equipo \| Tiempo \| \| \| ------------------------- \| ------------------------- \| ---------------------------------- \| ------------------------- \| ------------------------- \| \| 1.º \| Ethan Hayter \| Ineos Grenadiers \| 4 h 48 min 43 s \| \| \| 2.º \| João Rodrigues \| W52-FC Porto \| + 0 s \| \| \| 3.º \| Jonathan Lastra \| Caja Rural-Seguros RGA \| + 0 s \| \| \| 4.º \| Élie Gesbert \| Arkéa-Samsic \| + 4 s \| \| \| 5.º \| Iván Ramiro Sosa \| Ineos Grenadiers \| + 9 s \| \| \| 6.º \| Sebastián Henao \| Ineos Grenadiers \| + 20 s \| \| \| 7.º \| Amaro Antunes \| W52-FC Porto \| + 30 s \| \| \| 8.º \| Odd Christian Eiking \| Intermarché-Wanty-Gobert Matériaux \| + 34 s \| \| \| 9.º \| Luís Felipe Fernandes \| Rádio Popular-Boavista \| + 35 s \| \| \| 10.º \| Nicolas Prodhomme \| AG2R Citroën Team \| + 35 s \| \| |                       |                                    |                 |
| |                       |                                    |                 |
| Fuente: ProCyclingStats |                       |                                    |                 |
| Clasificación de la etapa |                       |                                    |                 |
| Ciclista | Ciclista              | Equipo                             | Tiempo          |
| 1.º | Ethan Hayter          | Ineos Grenadiers                   | 4 h 48 min 43 s |
| 2.º | João Rodrigues        | W52-FC Porto                       | + 0 s           |
| 3.º | Jonathan Lastra       | Caja Rural-Seguros RGA             | + 0 s           |
| 4.º | Élie Gesbert          | Arkéa-Samsic                       | + 4 s           |
| 5.º | Iván Ramiro Sosa      | Ineos Grenadiers                   | + 9 s           |
| 6.º | Sebastián Henao       | Ineos Grenadiers                   | + 20 s          |
| 7.º | Amaro Antunes         | W52-FC Porto                       | + 30 s          |
| 8.º | Odd Christian Eiking  | Intermarché-Wanty-Gobert Matériaux | + 34 s          |
| 9.º | Luís Felipe Fernandes | Rádio Popular-Boavista             | + 35 s          |
| 10.º | Nicolas Prodhomme     | AG2R Citroën Team                  | + 35 s          |

| \| Clasificación general \| Clasificación general \| Clasificación general \| Clasificación general \| Clasificación general \| \| Ciclista \| Ciclista \| Equipo \| Tiempo \| \| \| --------------------- \| --------------------- \| ---------------------------------- \| --------------------- \| --------------------- \| \| 1.º \| Ethan Hayter \| Ineos Grenadiers \| 9 h 26 min 24 s \| \| \| 2.º \| João Rodrigues \| W52-FC Porto \| + 0 s \| \| \| 3.º \| Jonathan Lastra \| Caja Rural-Seguros RGA \| + 0 s \| \| \| 4.º \| Élie Gesbert \| Arkéa-Samsic \| + 4 s \| \| \| 5.º \| Iván Ramiro Sosa \| Ineos Grenadiers \| + 9 s \| \| \| 6.º \| Sebastián Henao \| Ineos Grenadiers \| + 20 s \| \| \| 7.º \| Amaro Antunes \| W52-FC Porto \| + 30 s \| \| \| 8.º \| Odd Christian Eiking \| Intermarché-Wanty-Gobert Matériaux \| + 34 s \| \| \| 9.º \| Luís Felipe Fernandes \| Rádio Popular-Boavista \| + 35 s \| \| \| 10.º \| Nicolas Prodhomme \| AG2R Citroën Team \| + 35 s \| \| |                       |                                    |                 |
| |                       |                                    |                 |
| Fuente: ProCyclingStats |                       |                                    |                 |
| Clasificación general |                       |                                    |                 |
| Ciclista | Ciclista              | Equipo                             | Tiempo          |
| 1.º | Ethan Hayter          | Ineos Grenadiers                   | 9 h 26 min 24 s |
| 2.º | João Rodrigues        | W52-FC Porto                       | + 0 s           |
| 3.º | Jonathan Lastra       | Caja Rural-Seguros RGA             | + 0 s           |
| 4.º | Élie Gesbert          | Arkéa-Samsic                       | + 4 s           |
| 5.º | Iván Ramiro Sosa      | Ineos Grenadiers                   | + 9 s           |
| 6.º | Sebastián Henao       | Ineos Grenadiers                   | + 20 s          |
| 7.º | Amaro Antunes         | W52-FC Porto                       | + 30 s          |
| 8.º | Odd Christian Eiking  | Intermarché-Wanty-Gobert Matériaux | + 34 s          |
| 9.º | Luís Felipe Fernandes | Rádio Popular-Boavista             | + 35 s          |
| 10.º | Nicolas Prodhomme     | AG2R Citroën Team                  | + 35 s          |

### 3.ª etapa
| Faro - Tavira | etapa llana | (203,1 km) |

| \| Clasificación de la etapa \| Clasificación de la etapa \| Clasificación de la etapa \| Clasificación de la etapa \| Clasificación de la etapa \| \| Ciclista \| Ciclista \| Equipo \| Tiempo \| \| \| ------------------------- \| ------------------------- \| ---------------------------------- \| ------------------------- \| ------------------------- \| \| 1.º \| Sam Bennett \| Deceuninck-Quick Step \| 5 h 02 min 14 s \| \| \| 2.º \| Danny van Poppel \| Intermarché-Wanty-Gobert Matériaux \| + 0 s \| \| \| 3.º \| Michael Mørkøv \| Deceuninck-Quick Step \| + 0 s \| \| \| 4.º \| Jon Aberasturi \| Caja Rural-Seguros RGA \| + 0 s \| \| \| 5.º \| Pascal Ackermann \| Bora-Hansgrohe \| + 0 s \| \| \| 6.º \| Eduard-Michael Grosu \| Delko \| + 0 s \| \| \| 7.º \| Thomas Boudat \| Arkéa-Samsic \| + 0 s \| \| \| 8.º \| Rui Oliveira \| UAE Team Emirates \| + 0 s \| \| \| 9.º \| Iúri Leitão \| Tavfer-Measindot-Mortágua \| + 0 s \| \| \| 10.º \| Ryan Gibbons \| UAE Team Emirates \| + 0 s \| \| |                      |                                    |                 |
| |                      |                                    |                 |
| Fuente: ProCyclingStats |                      |                                    |                 |
| Clasificación de la etapa |                      |                                    |                 |
| Ciclista | Ciclista             | Equipo                             | Tiempo          |
| 1.º | Sam Bennett          | Deceuninck-Quick Step              | 5 h 02 min 14 s |
| 2.º | Danny van Poppel     | Intermarché-Wanty-Gobert Matériaux | + 0 s           |
| 3.º | Michael Mørkøv       | Deceuninck-Quick Step              | + 0 s           |
| 4.º | Jon Aberasturi       | Caja Rural-Seguros RGA             | + 0 s           |
| 5.º | Pascal Ackermann     | Bora-Hansgrohe                     | + 0 s           |
| 6.º | Eduard-Michael Grosu | Delko                              | + 0 s           |
| 7.º | Thomas Boudat        | Arkéa-Samsic                       | + 0 s           |
| 8.º | Rui Oliveira         | UAE Team Emirates                  | + 0 s           |
| 9.º | Iúri Leitão          | Tavfer-Measindot-Mortágua          | + 0 s           |
| 10.º | Ryan Gibbons         | UAE Team Emirates                  | + 0 s           |

| \| Clasificación general \| Clasificación general \| Clasificación general \| Clasificación general \| Clasificación general \| \| Ciclista \| Ciclista \| Equipo \| Tiempo \| \| \| --------------------- \| --------------------- \| ---------------------------------- \| --------------------- \| --------------------- \| \| 1.º \| Ethan Hayter \| Ineos Grenadiers \| 14 h 28 min 40 s \| \| \| 2.º \| João Rodrigues \| W52-FC Porto \| + 0 s \| \| \| 3.º \| Jonathan Lastra \| Caja Rural-Seguros RGA \| + 0 s \| \| \| 4.º \| Élie Gesbert \| Arkéa-Samsic \| + 4 s \| \| \| 5.º \| Iván Ramiro Sosa \| Ineos Grenadiers \| + 9 s \| \| \| 6.º \| Sebastián Henao \| Ineos Grenadiers \| + 20 s \| \| \| 7.º \| Amaro Antunes \| W52-FC Porto \| + 30 s \| \| \| 8.º \| Odd Christian Eiking \| Intermarché-Wanty-Gobert Matériaux \| + 34 s \| \| \| 9.º \| Nicolas Prodhomme \| AG2R Citroën Team \| + 35 s \| \| \| 10.º \| Luís Felipe Fernandes \| Rádio Popular-Boavista \| + 35 s \| \| |                       |                                    |                  |
| |                       |                                    |                  |
| Fuente: ProCyclingStats |                       |                                    |                  |
| Clasificación general |                       |                                    |                  |
| Ciclista | Ciclista              | Equipo                             | Tiempo           |
| 1.º | Ethan Hayter          | Ineos Grenadiers                   | 14 h 28 min 40 s |
| 2.º | João Rodrigues        | W52-FC Porto                       | + 0 s            |
| 3.º | Jonathan Lastra       | Caja Rural-Seguros RGA             | + 0 s            |
| 4.º | Élie Gesbert          | Arkéa-Samsic                       | + 4 s            |
| 5.º | Iván Ramiro Sosa      | Ineos Grenadiers                   | + 9 s            |
| 6.º | Sebastián Henao       | Ineos Grenadiers                   | + 20 s           |
| 7.º | Amaro Antunes         | W52-FC Porto                       | + 30 s           |
| 8.º | Odd Christian Eiking  | Intermarché-Wanty-Gobert Matériaux | + 34 s           |
| 9.º | Nicolas Prodhomme     | AG2R Citroën Team                  | + 35 s           |
| 10.º | Luís Felipe Fernandes | Rádio Popular-Boavista             | + 35 s           |

### 4.ª etapa
| Lagoa - Lagoa | contrarreloj individual | (20,2 km) |

| \| Clasificación de la etapa \| Clasificación de la etapa \| Clasificación de la etapa \| Clasificación de la etapa \| Clasificación de la etapa \| \| Ciclista \| Ciclista \| Equipo \| Tiempo \| \| \| ------------------------- \| ------------------------- \| ------------------------- \| ------------------------- \| ------------------------- \| \| 1.º \| Kasper Asgreen \| Deceuninck-Quick Step \| 23 min 52 s \| \| \| 2.º \| Rafael Reis \| Efapel \| + 3 s \| \| \| 3.º \| Benjamin Thomas \| Groupama-FDJ \| + 9 s \| \| \| 4.º \| Thibault Guernalec \| Arkéa-Samsic \| + 19 s \| \| \| 5.º \| Nils Politt \| Bora-Hansgrohe \| + 28 s \| \| \| 6.º \| Ivo Oliveira \| UAE Team Emirates \| + 37 s \| \| \| 7.º \| Ryan Gibbons \| UAE Team Emirates \| + 52 s \| \| \| 8.º \| Diego López \| Equipo Kern Pharma \| + 53 s \| \| \| 9.º \| Ethan Hayter \| Ineos Grenadiers \| + 1 min 02 s \| \| \| 10.º \| Carlos Rodríguez \| Ineos Grenadiers \| + 1 min 13 s \| \| |                    |                       |              |
| |                    |                       |              |
| Fuente: ProCyclingStats |                    |                       |              |
| Clasificación de la etapa |                    |                       |              |
| Ciclista | Ciclista           | Equipo                | Tiempo       |
| 1.º | Kasper Asgreen     | Deceuninck-Quick Step | 23 min 52 s  |
| 2.º | Rafael Reis        | Efapel                | + 3 s        |
| 3.º | Benjamin Thomas    | Groupama-FDJ          | + 9 s        |
| 4.º | Thibault Guernalec | Arkéa-Samsic          | + 19 s       |
| 5.º | Nils Politt        | Bora-Hansgrohe        | + 28 s       |
| 6.º | Ivo Oliveira       | UAE Team Emirates     | + 37 s       |
| 7.º | Ryan Gibbons       | UAE Team Emirates     | + 52 s       |
| 8.º | Diego López        | Equipo Kern Pharma    | + 53 s       |
| 9.º | Ethan Hayter       | Ineos Grenadiers      | + 1 min 02 s |
| 10.º | Carlos Rodríguez   | Ineos Grenadiers      | + 1 min 13 s |

| \| Clasificación general \| Clasificación general \| Clasificación general \| Clasificación general \| Clasificación general \| \| Ciclista \| Ciclista \| Equipo \| Tiempo \| \| \| --------------------- \| --------------------- \| ---------------------- \| --------------------- \| --------------------- \| \| 1.º \| Ethan Hayter \| Ineos Grenadiers \| 14 h 53 min 34 s \| \| \| 2.º \| João Rodrigues \| W52-FC Porto \| + 12 s \| \| \| 3.º \| Kasper Asgreen \| Deceuninck-Quick Step \| + 21 s \| \| \| 4.º \| Thibault Guernalec \| Arkéa-Samsic \| + 22 s \| \| \| 5.º \| Jonathan Lastra \| Caja Rural-Seguros RGA \| + 42 s \| \| \| 6.º \| Maxime Bouet \| Arkéa-Samsic \| + 53 s \| \| \| 7.º \| Élie Gesbert \| Arkéa-Samsic \| + 56 s \| \| \| 8.º \| Sebastián Henao \| Ineos Grenadiers \| + 1 min 18 s \| \| \| 9.º \| Sean Quinn \| Hagens Berman Axeon \| + 1 min 37 s \| \| \| 10.º \| Dani Navarro \| Burgos-BH \| + 1 min 43 s \| \| |                    |                        |                  |
| |                    |                        |                  |
| Fuente: ProCyclingStats |                    |                        |                  |
| Clasificación general |                    |                        |                  |
| Ciclista | Ciclista           | Equipo                 | Tiempo           |
| 1.º | Ethan Hayter       | Ineos Grenadiers       | 14 h 53 min 34 s |
| 2.º | João Rodrigues     | W52-FC Porto           | + 12 s           |
| 3.º | Kasper Asgreen     | Deceuninck-Quick Step  | + 21 s           |
| 4.º | Thibault Guernalec | Arkéa-Samsic           | + 22 s           |
| 5.º | Jonathan Lastra    | Caja Rural-Seguros RGA | + 42 s           |
| 6.º | Maxime Bouet       | Arkéa-Samsic           | + 53 s           |
| 7.º | Élie Gesbert       | Arkéa-Samsic           | + 56 s           |
| 8.º | Sebastián Henao    | Ineos Grenadiers       | + 1 min 18 s     |
| 9.º | Sean Quinn         | Hagens Berman Axeon    | + 1 min 37 s     |
| 10.º | Dani Navarro       | Burgos-BH              | + 1 min 43 s     |

### 5.ª etapa
| Albufeira - Alto do Malhão | etapa de media montaña | (169,66 km) |

| \| Clasificación de la etapa \| Clasificación de la etapa \| Clasificación de la etapa \| Clasificación de la etapa \| Clasificación de la etapa \| \| Ciclista \| Ciclista \| Equipo \| Tiempo \| \| \| ------------------------- \| ------------------------- \| ------------------------- \| ------------------------- \| ------------------------- \| \| 1.º \| Élie Gesbert \| Arkéa-Samsic \| 4 h 10 min 10 s \| \| \| 2.º \| João Rodrigues \| W52-FC Porto \| + 0 s \| \| \| 3.º \| Joni Brandão \| W52-FC Porto \| + 9 s \| \| \| 4.º \| Jonathan Lastra \| Caja Rural-Seguros RGA \| + 11 s \| \| \| 5.º \| Amaro Antunes \| W52-FC Porto \| + 15 s \| \| \| 6.º \| Joaquim Silva \| Tavfer-Measindot-Mortágua \| + 17 s \| \| \| 7.º \| Nicolas Prodhomme \| AG2R Citroën Team \| + 17 s \| \| \| 8.º \| Kasper Asgreen \| Deceuninck-Quick Step \| + 19 s \| \| \| 9.º \| Sebastián Henao \| Ineos Grenadiers \| + 21 s \| \| \| 10.º \| Ethan Hayter \| Ineos Grenadiers \| + 21 s \| \| |                   |                           |                 |
| |                   |                           |                 |
| Fuente: ProCyclingStats |                   |                           |                 |
| Clasificación de la etapa |                   |                           |                 |
| Ciclista | Ciclista          | Equipo                    | Tiempo          |
| 1.º | Élie Gesbert      | Arkéa-Samsic              | 4 h 10 min 10 s |
| 2.º | João Rodrigues    | W52-FC Porto              | + 0 s           |
| 3.º | Joni Brandão      | W52-FC Porto              | + 9 s           |
| 4.º | Jonathan Lastra   | Caja Rural-Seguros RGA    | + 11 s          |
| 5.º | Amaro Antunes     | W52-FC Porto              | + 15 s          |
| 6.º | Joaquim Silva     | Tavfer-Measindot-Mortágua | + 17 s          |
| 7.º | Nicolas Prodhomme | AG2R Citroën Team         | + 17 s          |
| 8.º | Kasper Asgreen    | Deceuninck-Quick Step     | + 19 s          |
| 9.º | Sebastián Henao   | Ineos Grenadiers          | + 21 s          |
| 10.º | Ethan Hayter      | Ineos Grenadiers          | + 21 s          |

## Clasificaciones finales
- Las clasificaciones finalizaron de la siguiente forma:[4]

### Clasificación general
| \| Clasificación general \| Clasificación general \| Clasificación general \| Clasificación general \| Clasificación general \| \| Ciclista \| Ciclista \| Equipo \| Tiempo \| \| \| --------------------- \| --------------------- \| ---------------------- \| --------------------- \| --------------------- \| \| 1.º \| João Rodrigues \| W52-FC Porto \| 19 h 03 min 56 s \| \| \| 2.º \| Ethan Hayter \| Ineos Grenadiers \| + 9 s \| \| \| 3.º \| Kasper Asgreen \| Deceuninck-Quick Step \| + 28 s \| \| \| 4.º \| Jonathan Lastra \| Caja Rural-Seguros RGA \| + 41 s \| \| \| 5.º \| Élie Gesbert \| Arkéa-Samsic \| + 44 s \| \| \| 6.º \| Thibault Guernalec \| Arkéa-Samsic \| + 48 s \| \| \| 7.º \| Maxime Bouet \| Arkéa-Samsic \| + 1 min 13 s \| \| \| 8.º \| Sebastián Henao \| Ineos Grenadiers \| + 1 min 27 s \| \| \| 9.º \| Joni Brandão \| W52-FC Porto \| + 1 min 40 s \| \| \| 10.º \| Dani Navarro \| Burgos-BH \| + 1 min 54 s \| \| |                    |                        |                  |
| |                    |                        |                  |
| Fuente: ProCyclingStats |                    |                        |                  |
| Clasificación general |                    |                        |                  |
| Ciclista | Ciclista           | Equipo                 | Tiempo           |
| 1.º | João Rodrigues     | W52-FC Porto           | 19 h 03 min 56 s |
| 2.º | Ethan Hayter       | Ineos Grenadiers       | + 9 s            |
| 3.º | Kasper Asgreen     | Deceuninck-Quick Step  | + 28 s           |
| 4.º | Jonathan Lastra    | Caja Rural-Seguros RGA | + 41 s           |
| 5.º | Élie Gesbert       | Arkéa-Samsic           | + 44 s           |
| 6.º | Thibault Guernalec | Arkéa-Samsic           | + 48 s           |
| 7.º | Maxime Bouet       | Arkéa-Samsic           | + 1 min 13 s     |
| 8.º | Sebastián Henao    | Ineos Grenadiers       | + 1 min 27 s     |
| 9.º | Joni Brandão       | W52-FC Porto           | + 1 min 40 s     |
| 10.º | Dani Navarro       | Burgos-BH              | + 1 min 54 s     |

### Clasificación de la montaña
| Clasificación de la montaña | Clasificación de la montaña | Clasificación de la montaña | Clasificación de la montaña | Clasificación de la montaña |
| Ciclista                    | Ciclista                    | Equipo                      | Puntos                      |                             |
| --------------------------- | --------------------------- | --------------------------- | --------------------------- | --------------------------- |
| 1.º                         | Luís Felipe Fernandes       | Rádio Popular-Boavista      | 16 pts                      |                             |
| 2.º                         | João Rodrigues              | W52-FC Porto                | 15 pts                      |                             |
| 3.º                         | Michael Schwarzmann         | Bora-Hansgrohe              | 13 pts                      |                             |
| 4.º                         | Ethan Hayter                | Ineos Grenadiers            | 13 pts                      |                             |
| 5.º                         | Élie Gesbert                | Arkéa-Samsic                | 10 pts                      |                             |
| 6.º                         | Kenny Molly                 | Bingoal Pauwels Sauces WB   | 8 pts                       |                             |
| 7.º                         | Jonathan Lastra             | Caja Rural-Seguros RGA      | 8 pts                       |                             |
| 8.º                         | Javi Moreno Bazán           | Efapel                      | 7 pts                       |                             |
| 9.º                         | Henrique Casimiro           | Kelly-Simoldes-UDO          | 7 pts                       |                             |
| 10.º                        | Benjamin Thomas             | Groupama-FDJ                | 7 pts                       |                             |

### Clasificación de los puntos
| Clasificación por puntos | Clasificación por puntos | Clasificación por puntos  | Clasificación por puntos | Clasificación por puntos |
| Ciclista                 | Ciclista                 | Equipo                    | Puntos                   |                          |
| ------------------------ | ------------------------ | ------------------------- | ------------------------ | ------------------------ |
| 1.º                      | Sam Bennett              | Deceuninck-Quick Step     | 50 pts                   |                          |
| 2.º                      | Jon Aberasturi           | Caja Rural-Seguros RGA    | 29 pts                   |                          |
| 3.º                      | João Rodrigues           | W52-FC Porto              | 25 pts                   |                          |
| 4.º                      | Michael Mørkøv           | Deceuninck-Quick Step     | 24 pts                   |                          |
| 5.º                      | Élie Gesbert             | Arkéa-Samsic              | 23 pts                   |                          |
| 6.º                      | Ethan Hayter             | Ineos Grenadiers          | 18 pts                   |                          |
| 7.º                      | Jonathan Lastra          | Caja Rural-Seguros RGA    | 18 pts                   |                          |
| 8.º                      | Stanisław Aniołkowski    | Bingoal Pauwels Sauces WB | 13 pts                   |                          |
| 9.º                      | Iúri Leitão              | Tavfer-Measindot-Mortágua | 12 pts                   |                          |
| 10.º                     | Joni Brandão             | W52-FC Porto              | 10 pts                   |                          |

### Clasificación de los jóvenes
| Clasificación del mejor joven | Clasificación del mejor joven | Clasificación del mejor joven | Clasificación del mejor joven | Clasificación del mejor joven |
| Ciclista                      | Ciclista                      | Equipo                        | Tiempo                        |                               |
| ----------------------------- | ----------------------------- | ----------------------------- | ----------------------------- | ----------------------------- |
| 1.º                           | Sean Quinn                    | Hagens Berman Axeon           | 19 h 06 min 26 s              |                               |
| 2.º                           | Carlos Rodríguez              | Ineos Grenadiers              | + 3 min 05 s                  |                               |
| 3.º                           | Pedro Andrade                 | Hagens Berman Axeon           | + 5 min 12 s                  |                               |
| 4.º                           | Matthew Riccitello            | Hagens Berman Axeon           | + 6 min 34 s                  |                               |
| 5.º                           | Diogo Barbosa                 | Hagens Berman Axeon           | + 13 min 05 s                 |                               |
| 6.º                           | Afonso Silva                  | Rádio Popular-Boavista        | + 13 min 32 s                 |                               |
| 7.º                           | Pedro Miguel Lopes            | Kelly-Simoldes-UDO            | + 13 min 46 s                 |                               |
| 8.º                           | Carlos Canal                  | Burgos-BH                     | + 15 min 27 s                 |                               |
| 9.º                           | Matis Louvel                  | Arkéa-Samsic                  | + 16 min 58 s                 |                               |
| 10.º                          | Jarrad Drizners               | Hagens Berman Axeon           | + 20 min 23 s                 |                               |

### Clasificación por equipos
| Clasificación por equipos | Clasificación por equipos            | Clasificación por equipos | Clasificación por equipos |
| Equipo                    | Equipo                               | Tiempo                    |                           |
| ------------------------- | ------------------------------------ | ------------------------- | ------------------------- |
| 1.º                       | Arkéa-Samsic                         | 44 h 42 min 20 s          |                           |
| 2.º                       | Ineos Grenadiers                     | + 1 s                     |                           |
| 3.º                       | Delko                                | + 33 s                    |                           |
| 4.º                       | W52-FC Porto                         | + 3 min 30 s              |                           |
| 5.º                       | Rally Cycling                        | + 6 min 50 s              |                           |
| 6.º                       | Kelly-Simoldes-UDO                   | + 8 min 34 s              |                           |
| 7.º                       | Caja Rural-Seguros RGA               | + 11 min 03 s             |                           |
| 8.º                       | Atum General-Tavira-Maria Nova Hotel | + 11 min 05 s             |                           |
| 9.º                       | Burgos-BH                            | + 11 min 39 s             |                           |
| 10.º                      | Bingoal Pauwels Sauces WB            | + 13 min 42 s             |                           |

## Evolución de las clasificaciones
| Etapa                   | Vencedor                | Clasificación general | Clasificación de la montaña | Clasificación de los puntos | Clasificación de los jóvenes | Clasificación por equipos |
| ----------------------- | ----------------------- | --------------------- | --------------------------- | --------------------------- | ---------------------------- | ------------------------- |
| 1.ª                     | Sam Bennett             | Sam Bennett           | Jon Irisarri                | Sam Bennett                 | Jarrad Drizners              | UAE Emirates              |
| 2.ª                     | Ethan Hayter            | Ethan Hayter          | João Rodrigues              | Sam Bennett                 | Sean Quinn                   | INEOS Grenadiers          |
| 3.ª                     | Sam Bennett             | Ethan Hayter          | João Rodrigues              | Sam Bennett                 | Sean Quinn                   | INEOS Grenadiers          |
| 4.ª                     | Kasper Asgreen          | Ethan Hayter          | João Rodrigues              | Sam Bennett                 | Sean Quinn                   | INEOS Grenadiers          |
| 5.ª                     | Élie Gesbert            | João Rodrigues        | Luís Fernandes              | Sam Bennett                 | Sean Quinn                   | Arkéa Samsic              |
| Clasificaciones finales | Clasificaciones finales | João Rodrigues        | Luís Fernandes              | Sam Bennett                 | Sean Quinn                   | Arkéa Samsic              |

## UCI World Ranking
La Vuelta al Algarve otorgó puntos para el UCI World Ranking para corredores de los equipos en las categorías UCI WorldTeam, UCI ProTeam y Continental. Las siguientes tablas son el baremo de puntuación y los 10 corredores que obtuvieron más puntos:
| Posición              | 1.º | 2.º | 3.º | 4.º | 5.º | 6.º | 7.º | 8.º | 9.º | 10.º | 11.º | 12.º | 13.º | 14.º | 15.º | 16.º-30.º | 31.º-40.º |
| Clasificación general | 200 | 150 | 125 | 100 | 85  | 70  | 60  | 50  | 40  | 35   | 30   | 25   | 20   | 15   | 10   | 5         | 3         |
| Por etapa             | 20  | 10  | 5   |     |     |     |     |     |     |      |      |      |      |      |      |           |           |
| Líder                 | 5   |     |     |     |     |     |     |     |     |      |      |      |      |      |      |           |           |

| Clasificación |                    |                        |         |       |       |       |
| Posición      | Ciclista           | Equipo                 | General | Etapa | Líder | Total |
| ------------- | ------------------ | ---------------------- | ------- | ----- | ----- | ----- |
| 1.º           | João Rodrigues     | W52-FC Porto           | 200     | 20    | -     | 220   |
| 2.º           | Ethan Hayter       | INEOS Grenadiers       | 150     | 20    | 15    | 185   |
| 3.º           | Kasper Asgreen     | Deceuninck-Quick Step  | 125     | 20    | -     | 145   |
| 4.º           | Jonathan Lastra    | Caja Rural-Seguros RGA | 100     | 5     | -     | 105   |
| 5.º           | Élie Gesbert       | Arkéa Samsic           | 85      | 20    | -     | 105   |
| 6.º           | Thibault Guernalec | Arkéa Samsic           | 70      | -     | -     | 70    |
| 7.º           | Maxime Bouet       | Arkéa Samsic           | 60      | -     | -     | 60    |
| 8.º           | Sebastián Henao    | INEOS Grenadiers       | 50      | -     | -     | 50    |
| 9.º           | Joni Brandão       | W52-FC Porto           | 40      | 5     | -     | 45    |
| 10.º          | Sam Bennett        | Deceuninck-Quick Step  | -       | 40    | 5     | 45    |